# Naśliwiec lilipucik
Naśliwiec lilipucik (Tetrops praeusta) – gatunek chrząszcza z rodziny kózkowatych.